# 榮倉奈々
榮倉 奈々（えいくら なな、1988年〈昭和63年〉2月12日 - ）は、日本の女優、タレント、ナレーター、ファッションモデル。実業家。
鹿児島県出身。研音所属。
夫は俳優の賀来賢人、義叔母は女優の賀来千香子。

## 来歴
2002年、中学3年生のときに渋谷の「109」前でスカウトされ、芸能界入り。女性向けファッション誌『SEVENTEEN』の専属モデルになる。2004年、NHKのテレビドラマ『ジイジ〜孫といた夏〜』で女優としての活動を開始。2006年、フジテレビのテレビドラマ『ダンドリ。〜Dance☆Drill〜』でドラマ初主演。2008年、NHK朝の連続テレビ小説『瞳』でヒロインを演じた。2009年、「セブンティーン夏の学園祭」で『SEVENTEEN』モデルを卒業。同年ドラマ『メイちゃんの執事』（フジテレビ）で水嶋ヒロと主演を務める。
2010年、第33回日本アカデミー賞新人俳優賞を映画『余命1ヶ月の花嫁』で受賞。連続ドラマ『泣かないと決めた日』（フジテレビ）主演。2012年、映画『東京公園』で第26回高崎映画祭最優秀助演女優賞を受賞。また『アントキノイノチ』がモントリオール世界映画祭のワールド・コンペティション部門で、イノベーションアワードを受賞した。この年連続ドラマ『黒の女教師』（TBS）で主演。以降、映画『のぼうの城』『図書館戦争』でヒロインを演じる。ドラマ『確証〜警視庁捜査3課』（TBS）で高橋克実と主演を務める。
2014年、ドラマ『Nのために』（TBS）と映画『わたしのハワイの歩きかた』で主演、2015年、豊川悦司と映画『娚の一生』で主演 。2016年の映画『64 -ロクヨン　前編』『 64 -ロクヨン　後編』でヒロインを演じる。2018年、映画『家に帰ると妻が必ず死んだふりをしています。』では安田顕と主演し、2020年のドラマ『テセウスの船』（TBS）でヒロインを務めた。
2023年10月6日、アパレルブランド「newnow」を立ち上げ、創設した新会社「株式会社LAND NK」のCEO（本名の賀来奈々名義）に就任することを発表した。

### 私生活
2016年8月、主演ドラマ『Nのために』（TBS）で共演した俳優の賀来賢人と1年の交際を経て、結婚したことを所属事務所を通して発表した。2017年3月、夫の賀来との間に第1子を妊娠していることが明らかになり、妊娠5か月で同年夏に出産予定とされた。所属事務所を通して第1子妊娠を報告、その後の活動については体調と相談しながら進めていくこととした。同年6月に第1子を出産したことを報告。2020年8月、第2子妊娠を報告、所属事務所は「安定期に入っているが妊娠期間、出産時期は公表しない」とした。その後は体調を観ながら産休に入る。翌2021年2月に第2子を出産したことを報告。

## 人物
- 中学時代は、演劇部に所属していた[34]。特技は三味線（藤本流準師範）、民謡（名取り）[35]。
- 尊敬している女優は篠原涼子[36]、俳優は西田敏行[37]で、仲が良いのは絢香[38]、加藤ローサ[39]、鈴木えみ[40]、長澤まさみ[41]、水川あさみ[42]など。女優時代の堀北真希とも仲が良かった[43]。
- 元々はスポーツなどの運動は好きではなかったが、映画『図書館戦争』でのアクションのため、半年ほど訓練を受けたことがきっかけで好きになった[44]。食事も朝と昼だけに制限して体型維持に努め、トライアスロン参加を目標に掲げる[45]。
- 漫画『ONE PIECE』が大好きで、コミックスも所有している[46]。
- 『余命1ヶ月の花嫁』で一緒に仕事した廣木隆一監督作『ヴァイブレータ』がお気に入りである[47]。
- 「そぼろ」と名付けた犬[48]と、「テトラ」と名付けたオスのベンガル猫を飼っていて、後者は「てっちゃん」と呼び可愛がっている[49][50]。

## 受賞歴
2010年
- 第33回日本アカデミー賞新人俳優賞（『余命1ヶ月の花嫁』）

- 第34回エランドール賞新人賞（『余命１ヶ月の花嫁』『メイちゃんの執事』『幸せの贈り物』）

2012年
- 第26回高崎映画祭最優秀助演女優賞（『東京公園』）
- 第21回日本映画プロフェッショナル大賞
  - 主演女優賞（『東京公園』『アントキノイノチ』）

## 出演

### 映画
- スペースポリス（2004年10月16日、日本出版販売） - ヒロイン・ユカリ 役
- 僕は妹に恋をする（2007年1月20日、東芝エンタテインメント） - ヒロイン・結城郁 役
- 渋谷区円山町（2007年3月17日、デックスエンタテインメント） - 主演・加藤由紀江 役
- 檸檬のころ（2007年3月31日、ゼアリズ・エンタープライズ） - 主演・ 秋元加代子 役
- 阿波DANCE（2007年8月25日、キュービカル・エンタテインメント） - 主演・川村茜 役
- 余命1ヶ月の花嫁（2009年5月9日、東宝） - 主演・長島千恵 役 （瑛太とW主演）[56]
- 東京公園（2011年6月18日、ショウゲート） - 富永美優 役[57]
- アントキノイノチ（2011年11月19日、松竹） - 主演・久保田ゆき 役 （岡田将生とW主演）[58]
- のぼうの城（2012年11月2日、東宝） - ヒロイン・甲斐姫 役[17]
- だいじょうぶ3組（2013年3月23日、東宝） - 主演・坂本美由紀 役[59]
- 図書館戦争（2013年4月27日、東宝） -ヒロイン・ 笠原郁 役 [16]
  - 図書館戦争 THE LAST MISSION（2015年10月10日）[60]
- 万能鑑定士Q -モナ・リザの瞳-（2014年5月31日、東宝）
- わたしのハワイの歩きかた（2014年6月14日、東映） - 主演・小山田みのり 役[20]
- MIRACLE デビクロくんの恋と魔法（2014年11月22日、東宝 / アスミック・エース） - 高橋杏奈 役[61]
- 娚の一生（2015年2月14日、ショウゲート） - 主演・堂薗つぐみ 役 （豊川悦司とW主演）[21]
- 64 -ロクヨン　前編（2016年5月7日、東宝） - ヒロイン・美雲 役[22]
  - 64 -ロクヨン　後編（2016年6月11日）[22]
- 家に帰ると妻が必ず死んだふりをしています。（2018年6月8日、KADOKAWA） - 主演・ 加賀美ちえ 役 （安田顕とW主演）[23]
- 糸（2020年8月21日、東宝） - 桐野香 役[62]
- 99.9-刑事専門弁護士-THE MOVIE（2021年12月30日、松竹） - 立花彩乃 役[63]

### テレビドラマ
- ジイジ〜孫といた夏〜（2004年8月16日 - 9月6日、NHK総合） - 片岡あたる 役[64]
  - ジイジ2〜孫といた夏〜（2005年7月4日- 8月1日、NHK総合） - 片岡あたる 役[65]
- 怪談新耳袋 第4シリーズ「三人来るぞ編」 - 第8回第52話「ねぼけ眼」（2005年3月24日、BS-i）[66][67]
- 危険なアネキ（2005年10月17日 - 12月19日、フジテレビ） - 田村愛 役[68]
- ダンドリ。〜Dance☆Drill〜（2006年7月11日 - 9月19日、フジテレビ） - 主演・相川要 役[69]
- プロポーズ大作戦（2007年4月16日 - 6月25日、フジテレビ） - 奥エリ 役[70]
  - プロポーズ大作戦 SP（2008年3月25日、フジテレビ）[71]
- めぞん一刻（2007年5月12日、テレビ朝日） - 七尾こずえ 役
- ほんとにあった怖い話 夏の特別編2007「真夜中の病棟」（2007年8月28日、フジテレビ） - 小倉聡子 役[72]
- NHK朝の連続テレビ小説「瞳」（2008年3月 - 9月、NHK総合） - 主演・一本木瞳 役[73]
- メイちゃんの執事（2009年1月13日 - 3月17日、フジテレビ） - 主演・東雲メイ 役 （水嶋ヒロとW主演）[10]
- 夏うたドラマSP 幸せの贈り物（2009年7月24日、TBS） - 主演・望月瑠璃 役
- 泣かないと決めた日（2010年1月26日 - 3月16日、フジテレビ） - 主演・角田美樹 役[12]
  - 絶対泣かないと決めた日〜緊急スペシャル〜（2010年7月2日、フジテレビ）[74]
- わが家の歴史（2010年春、フジテレビ開局50周年企画） - 八女房子 役[75]
- グッドライフ〜ありがとう、パパ。さよなら〜（2011年4月19日 - 6月28日、フジテレビ ※関西テレビ制作） - 紺野七海 役[76]
- 蜜の味〜A Taste Of Honey〜（2011年10月13日 - 12月22日、フジテレビ） - 主演・森本直子 役 （菅野美穂とW主演）[77]
- アントキノイノチ〜プロローグ〜天国への引越し屋（2011年11月5日、TBS） - 久保田ゆき 役[78]
- 最高の人生の終り方〜エンディングプランナー〜（2012年1月12日 - 3月15日、TBS） - 坂巻優樹 役[79]
- 黒の女教師（2012年7月20日 - 9月21日、TBS） - 主演・高倉夕子 役[15]
- リーガル・ハイ スペシャル（2013年4月13日、フジテレビ） - 藤井みなみ 役[80]
- 確証〜警視庁捜査3課（2013年4月15日 - 6月、TBS） - 主演・武田秋穂 役 （高橋克実とW主演）[18]
- 特集ドラマ はじまりの歌（2013年9月23日、NHK総合） - 井町夏香 役[81]
- オリンピックの身代金（2013年11月30日・12月1日、テレビ朝日） - 月丘ミドリ 役[82]
- 海の上の診療所 第9話（2013年12月9日、フジテレビ） - 内村巴 役[83]
- 世にも奇妙な物語 '14春の特別編「ラスト・シネマ」（2014年4月5日、フジテレビ） - 主演・星野綾乃 役[84]
- Nのために（2014年10月17日 - 12月19日、TBS） - 主演・杉下希美 役[19]
- 遺産争族（2015年10月22日 - 12月17日、テレビ朝日） - 河村楓 役[85]
- 99.9-刑事専門弁護士- SEASON Ⅰ（2016年4月17日 - 6月19日、TBS） - ヒロイン・立花彩乃 役[86]
  - 99.9-刑事専門弁護士- SEASON II 最終回（2018年3月18日、TBS）[87]
- 東京タラレバ娘（2017年1月18日 - 3月22日、日本テレビ） - 山川香 役[88]
- この世界の片隅に（2018年7月15日 - 9月16日、TBS） - 近江佳代 役[89]
- 僕らは奇跡でできている（2018年10月9日 - 12月11日、関西テレビ・フジテレビ系） - ヒロイン・水本育実 役[90]
- テセウスの船（2020年1月19日 - 3月22日、TBS） - ヒロイン・佐野和子 役[24]
- オールドルーキー（2022年6月26日 - 9月4日、TBS） - 新町果奈子 役[91]

### ウェブドラマ
- モダンラブ・東京〜さまざまな愛の形〜「私が既婚男性と寝て学んだこと」（2022年10月21日、Amazon Prime Video） - 佐藤加奈 役[92]

### 劇場アニメ
- 名探偵コナン 業火の向日葵（2015年4月18日、東宝） - 宮台なつみ 役[93]
- それいけ!アンパンマン きらめけ!アイスの国のバニラ姫（2019年6月28日、東京テアトル） - バニラ姫 役

### 吹き替え
- コララインとボタンの魔女 3D（2010年2月19日、ギャガ） - 主演・コラライン・ジョーンズ 役

### ラジオ
- GIRLS LOCKS!（2005年10月 - 2010年9月、TOKYO FM） ※『SCHOOL OF LOCK!』内。第1週担当。

### ナビゲーター
- ボクらの地球 榮倉奈々のメキシコ 幻の文明と聖なる泉の秘密（2013年5月10日、BS朝日）[94]
- ザ・プレミアム 榮倉奈々 トルコ絶景バス紀行 〜感動!エーゲ海・地中海1500キロ〜（2014年2月8日「前編」、2月15日「後編）」、NHK BSプレミアム）[95]

### ナレーター
- 地球の目撃者〜風の生まれる大地 南米チリ3700キロ（2010年1月3日、テレビ朝日）[96]
  - 地球の目撃者〜カリブーいのちの物語 アラスカ大追跡4000km（2010年9月20日、テレビ朝日）[97]
  - 地球の目撃者〜カナダ奇跡の海 10億匹の大産卵!!いのちのドラマ（2011年3月21日、テレビ朝日）[98]
  - 地球の目撃者〜カナダ・南三陸 海がつないだ奇跡（2012年1月28日、BS朝日）[99]
  - 地球の目撃者〜標高6700km 世界最高地点のインカ遺跡（2013年3月16日、BS朝日）[100]
  - 地球の目撃者〜東日本大震災から3年 南三陸・命の海は今〜（2014年3月21日、BS朝日）[101]

- ボクらの地球 源流への600キロ神秘の森 最初の一滴（2012年10月20日、BS朝日）

- NNNドキュメント'13 オラだちのゆく道 23歳 AD　ふるさとの記録（2013年4月28日（4月29日未明）、日本テレビ）[102]

### PV
- ROCK'A'TRENCH「真夏の太陽」（2009年6月、ワーナーミュージック・ジャパン） ※ハウスウェルネスフーズ「C1000 ビタミンレモン」CM曲[103]
- JUJU「Hold me, Hold you」（2015年2月11日発売、ソニー・ミュージックアソシエイテッドレコーズ） ※映画『娚の一生』主題歌[104][105]

## 広告などへの起用

### CM
- 山崎製パン
  - 秋のワクワクプレゼントキャンペーンPR
  - 「超芳醇」
- 集英社『セブンティーン』
- ニベア花王「8×4」
- 日本コカ・コーラ「モーニングデリ 朝バナナ」（2006年）
- KDDI au「MNP大満足キャンペーン、端末ラインナップ篇」（2006年） ※仲間由紀恵、速水もこみちと共演
- HONDA「トゥデイ」（2007年）
- ロッテ
  - 「パイの実」（2007年）
  - 「ガーナミルクチョコレート」 ※長澤まさみと共演
  - 「ACUO POWDER」（2009年） ※生田斗真と共演
  - 「雪見だいふく」（2010年）
  - 「のど飴」（2013年） ※ニコラス・エドワーズと共演
- 日本赤十字社「2008年はたちの献血」キャンペーン
- メニコン「2week プレミオ」
- 東洋水産「マルちゃん赤いきつねと緑のたぬきシリーズ」（2009年 - 2013年） ※武田鉄矢と共演
- ライオン「クリニカ」（2009年 - 2014年）
- 郵便事業（後の日本郵便）「平成22年用 お年玉付き年賀はがき」（2009年11月 - 12月）
- 日本興亜損保（後の損害保険ジャパン）（2010年 - 2013年）
- サントリー
  - 「オールフリー」（2010年 - 2015年） ※三浦友和と共演
  - 「ラドラー」（2015年）[106]
- セガ『リズム怪盗R 皇帝ナポレオンの遺産』（2012年）[107] ※東国原英夫、上島竜兵、有吉弘行と共演
- トヨタホーム（2012年 - 2014年）
- ジャパンゲートウェイ「Reveur」（2013年） ※戸田恵梨香、石原さとみ、長澤まさみと共演
- フォルクスワーゲン「フォルクスワーゲン・ポロ」（2014年）
- ダブルエー「オリエンタルトラフィックあたらしい靴・秋篇」 （2014年）[108]
- アスクル「LOHACO」（2015年 - 2017年）[109]
- アディダスジャパン（2016年） ※コンセプトムービー [110]
- 大正製薬「ナロンエース」（2016年）[111]
- 日本HP「HP Spectre x360」（2018年）[112]
- みずほ銀行（2024年）[113]
- MTG「ReFa」（2024年）[114]
- 味の素AGF「AGFインスタントコーヒー」（2024年 - ）[115]

他

## 作品

### 映像作品
- O-HA-NA 〜夢色絵本〜（2003年12月17日、ポニーキャニオン）
- nana d-BOMB（2004年12月15日、ソニー・ミュージックディストリビューション）
- 渋谷区円山町をもっと好きになる。 〜RED〜 featuring（2007年2月23日、デックスエンタテインメント）

## 書籍
- 207-ハタチのナナ-（2008年3月26日、集英社） ISBN 4087804887

### 写真集
- HBD16（2004年2月12日、学習研究社、撮影：根本好伸）ISBN 4054022634
- free（2006年2月10日、集英社、編集：SEVENTEEN編集部）ISBN 4089070058
- NANA-tremor-（2011年10月26日、集英社、撮影：丸谷嘉長）ISBN 978-4087814828

### 雑誌連載
- SEVENTEEN（2002年15号 - 2009年12月号） - 専属モデル